# Merscheid (Putscheid)
Merscheid  (en luxemburguès: Mierschent; en alemany:  Merscheid) és una vila de la comuna de Putscheid situada al districte de Diekirch del cantó de Vianden. Està a uns 38 km de distància de la ciutat de Luxemburg.